# Apoštolská nunciatura v Německu
Nunciatura v Německu je stálé diplomatické zastoupení Svatého stolce ve Spolkové republice Německo se sídlem v Berlíně. 

## Stručné dějiny
Jde o z nejstarších nunciatur, byla zřízena jako nunciatura u císařského dvora už v roce 1519. V oblasti dnešného Německa však působilo více nunciatur:
- Apoštolská nunciatura v Kolíně (1584–1795)
- Apoštolská nunciatura v Sasku (1518)
- Apoštolská nunciatura v Bavorsku (1785–1934)
- Apoštolská nunciatura v Prusku (1925–1934)

V roce 1920 papež Benedikt XV. zřídil apoštolskou nunciaturu pro celé Německo, která až do roku 1934 koexistovala s nunciaturami v Prusku a Bavorsku. V roce 1951 byla obnovena nunciatura v Bonnu s působností pro Spolkovou republiku Německo, v roce 1989 po sjednocení Německa došlo k přesunu sídla do Berlína. 

## Lista dei nunzi apostolici

### Výmarská republika (1919–1933) a Třetí říše (1933–1945)

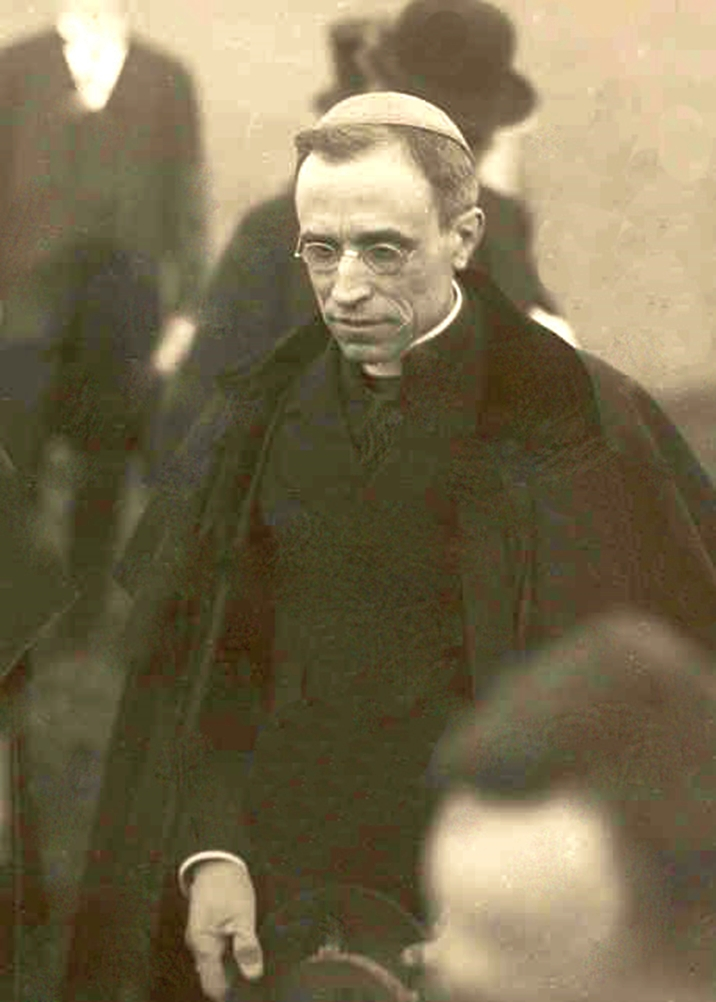
Nuncius Eugenio Pacelli, později Pius XII.

- Eugenio Maria Giuseppe Giovanni Pacelli  (1920–1929)
- Cesare Orsenigo (1930–1946)
  - Eduard Gehrmann, regens, sekretář Pacelliho a Orseniga (1945)

### Spolková republika Německo, se sdílem v Bonnu (1946-1989)
- Carlo Colli, regent (1946)
- Aloysius Joseph Muench (1946–1959; do r. 1951 apoštolský vizitátor v Německu, pak nuncius)
- Corrado Bafile (1960–1975)
- Guido del Mestri (1975–1984)
- Josip Uhač (1984–1989)

### Spolková republika Německo, se sdílem v Berlíně (od 1989)
- Josip Uhač (1989–1991)
- Lajos Kada (1991–1995)
- Giovanni Lajolo (1995–2003)
- Erwin Josef Ender (2003–2007)
- Jean-Claude Périsset (2007–2013)
- Nikola Eterović (od 21. září 2013)